# Guillem Morales
Guillem Morales, né en 1975 à Barcelone  où il réside, est un réalisateur espagnol.

## Biographie
Après El habitante incierto en 2004, il est à la fois le scénariste et le réalisateur du film Les Yeux de Julia.
Selon Guillermo del Toro, Les Yeux de Julia permet d'entrevoir le talent de Guillem encore plus qu'avec son premier film. Il a d'ailleurs produit ce film de la même manière qu'il l'avait fait pour L'Orphelinat de Juan Antonio Bayona. C'est dans un esprit de thriller espagnol que Guillem Morales arrive à nous plonger au cœur d'une histoire à gros suspense, parfois glauque.

## Filmographie
- 2004 : El habitante incierto
- 2010 : Les Yeux de Julia (Los ojos de Julia)
- 2017 : Miniaturiste (mini-série, 2 épisodes)
- 2021 : La templanza
- 2024 : La Guêpe (The Wasp)